# Толбухін Федір Іванович
Фе́дір Іва́нович Толбу́хін (4 (16) червня 1894 — 17 жовтня 1949) — радянський воєначальник, Маршал Радянського Союзу (з 1944 р.), Герой Радянського Союзу (1965, посмертно), Герой Народної Республіки Болгарія, Народний Герой Югославії, кавалер ордену «Перемога».
Під час Другої світової війни — командувач військами Південного, 3-го і 4-го Українських фронтів, які брали участь у визволенні України, Молдови, Румунії, Болгарії, Югославії, Угорщини і Австрії від нацистських загарбників.

## Біографія

### Ранні роки і початок військової кар'єри
Народився 16 червня 1894 року в селі Андроники Ярославській губернії, нині Ярославський район (Ярославська область), в багатодітній заможній селянській родині. За версією рідних, родове прізвище було Хольнови, але в 1815—1825, коли один з Хольнових був бургомістром у поміщика, той дав йому дворянське прізвище Толбухін — можливо для того, щоб відрізнити його від інших Хольнових. Толбухін — прізвище друга цього поміщика, ярославського дворянина.
Закінчив церковнопарафіяльну школу і Давидковську земську школу. Після смерті батька був разом з іншими дітьми узятий на виховання його братами, петербурзькими купцями. 1912 року закінчив Петербурзьке комерційне училище і працював бухгалтером в Санкт-Петербурзі.
З початком Першої світової війни призваний до армії, служив солдатом-мотоциклістом, потім був направлений на навчання в школу прапорщиків. 1915 року відправлений на фронт. Командував ротою, батальйоном на Південно-Західному фронті і за бойові заслуги був нагороджений орденами Святої Анни і Святого Станіслава. Після Лютневої революції був обраний головою полкового комітету. Закінчив війну в чині штабс-капітана, в 1918 році був демобілізований.
Незабаром вступив до Червоної армії. З серпня 1918 року служив в військовому комісаріаті. В 1919 році закінчив школу штабної служби і брав участь у Громадянській війні, будучи молодшим помічником начальника штабу стрілецької дивізії з оперативної роботи на Північному та Західному фронтах. Тоді ж одружився, шлюб з Катериною Іванівною протривав рік, залишилася дочка Тетяна (у шлюбі Врублевська).
У 1921 році брав участь у придушенні Кронштадтського повстання, а потім у військових діях проти Фінської армії у Карелії. Був нагороджений орденом Червоного Прапора (1922).

### Міжвоєнний період
1923 року одружився в Новгороді з Тамарою Євгенівною Бобильовою, вона була з дворян. Дітей у цьому шлюбі не було.
Закінчив курси удосконалення вищого комскладу в 1927 і в 1930 році. В 1934 році закінчив Військову академію імені Фрунзе. Займав посади начальника штабу стрілецької дивізії, з червня 1934 року — начальника штабу стрілецького корпусу. З вересня 1937 року — командир стрілецької дивізії. У липні 1938 — серпні 1941 років Ф. І. Толбухін — начальник штабу Закавказького військового округу. У червні 1940 йому було присвоєно військове звання генерал-майор.

### Друга світова війна

#### Початковий період
На початку війни з Німеччиною Толбухін був начальником штабу Закавказького (серпень — грудень 1941) і Кавказького фронтів (грудень 1941 — січень 1942).
В січні — березні 1942 року займав посаду начальника штабу Кримського фронту, брав участь у розробці та проведенні Керченсько-Феодосійської десантної операції. У березні 1942 року знятий із посади представником Ставки Л. З. Мехлісом.
Незважаючи на початковий успіх, операція закінчилася великою поразкою: три радянські армії були оточені і розгромлені; загальні втрати становили понад 300 тисяч чоловік, включаючи близько 170 тисяч полонених, а також була втрачена значна кількість важкого озброєння. Поразка десанту важко відбилося на долі Севастополя, який перебував в облозі, і полегшило вермахту літній наступ на Кавказ.

#### Корінний перелом
У травні — липні 1942 року був заступником командувача військами Сталінградського військового округу.
З липня 1942 року командував 57-ю армією на Сталінградському фронті. Під час Сталінградської битви армія обороняла південні підступи Сталінграда. Толбухін проявив себе вмілим полководцем. У вересні 1942 року контрударами зупинив ворога на Сарпинських озерах. Під час операції «Уран» 57-а армія брала участь в оточенні і розгромі німецьких військ під Сталінградом. Саме танкові частини армії Толбухіна замкнули кільце оточення над армією Паулюса. За Сталінград 28 січня 1943 року генерал-лейтенант Федір Іванович Толбухін був нагороджений орденом Суворова 1-го ступеня.
З лютого 1943 року — командувач військами 68-ї армії на Північно-Західному фронті. Брав участь у Староруській операції в березні 1943 року. Наступ закінчився провалом з великими втратами з радянського боку.
З березня 1943 року Толбухін командував військами Південного (з 20 жовтня — 4-го Українського) фронту. Генерал-полковник Толбухін провів Міуську операцію (липень — серпень 1943) в результаті якої противнику не вдалося перекинути свої війська в район Курської битви. Ця операція зіграла важливу роль в битві на Курській дузі.
21 вересня 1943 року йому присвоєне звання «генерал армії». В серпні — листопаді 1943 року він успішно провів операції в результаті яких від нацистських загарбників був визволений Донбас та Мелітополь.
Війська фронту прорвали заздалегідь підготовлений рубіж оборони по річці Молочна, просунулися на 320 кілометрів, відрізали війська противника в Криму і зайняли плацдарми для його подальшого штурму.

#### 1944—1945 роки
У ході Нікопольсько-Криворізької операції його війська вибили німців з плацдарму, форсували Дніпро і визволили Нікополь (лютий 1944).
Під час Кримської операції (квітень — травень 1944) його війська прорвалися до Криму з півночі, і спільно з Приморською армією розгромили німців і визволили Крим. Німці втратили понад 100 тисяч солдатів убитими і полоненими.
З травня 1944 року командує військами 3-го Українського фронту. У серпні 1944 року брав участь у проведенні Яссько-Кишинівської операції, в результаті якої війська 3-го Українського фронту спільно з військами 2-го Українського фронту (командувач Р. Я. Малиновський) розгромили групу армій «Південна Україна», повністю визволили територію Молдови і частину Румунії. Безповоротні втрати вермахту склали понад 300 тисяч солдатів та офіцерів. Румунія була виведена з війни на боці нацистської Німеччини, і вступила до антигітлерівської коаліції.
12 вересня 1944 року Толбухіну було присвоєне звання Маршал Радянського Союзу. У жовтні 1944 успішно провів Белградську операцію, його війська визволили східні райони Югославії, і її столицю Белград. Потім його війська форсували Дунай і розгромили 2-у угорську армію.
Під час Будапештської операції його війська, спільно з військами 2-го Українського фронту, з важкими боями захопили Будапешт (грудень 1944 — лютий 1945).
У березні 1945 провів Балатонську оборонну операцію — останню велику операцію Червоної Армії проти німецьких військ під час Другої світової війни. Війська фронту відбили останній великий наступ вермахту у Другій світовій війні. Противник зазнав великих втрат і відступив.
Війну закінчив розгромом групи армій «Південь», завершивши визволення Угорщини і звільнивши більшу частину Австрії (березень — квітень 1945). 13 квітня 1945 року його війська визволили столицю Австрії Відень (Віденська операція).
За успішне проведення військових операцій Толбухіна нагороджено вищим полководницьким орденом «Перемога».

### Післявоєнний період
Після війни маршал Толбухін — головнокомандувач Південною групою військ на території Румунії та Болгарії, створеної для ймовірних військових дій на Балканах (розформована в лютому 1947). З січня 1947 року — командувач військами Закавказького військового округу. Депутат Верховної Ради СРСР II скликання (1946—1949).
Помер 17 жовтня 1949 року в Москві від цукрового діабету. Був кремований, урна з прахом похована в Кремлівській стіні на Червоній площі.
7 травня 1965 року маршалові Толбухіну Федору Івановичу посмертно присвоєне звання Герой Радянського Союзу.

## Оцінки товаришів по службі
- Маршал С. С. Бірюзов:

Федір Іванович Толбухін, за моїми тодішніми уявленнями, був уже літнім, тобто у віці близько 50 років. Високого зросту, огрядний, з великими, але приємними рисами обличчя, він справляв враження дуже доброї людини. Згодом я мав можливість остаточно переконатися в цій, як і в іншій вельми характерній для Толбухіна якості — його зовнішній незворушності та спокої. Мені не пригадається жодного випадку, коли б він розлютився. І не дивно, тому що Федір Іванович відверто висловлював свою антипатію до надмірно гарячих людей.
- Генерал І. К. Морозов:

Від самого початку своїх дій щодо прикриття Сталінграда з півдня і до переходу в наступ 20 листопада 1942 року, 57-а армія без шуму, поспіху, продумано та організовано вела оборонні та поодинокі наступальні бої та операції. Ми називали її армією порядку та організованості і любили її командування за виключно уважне і бережливе ставлення до людей, до воїнів, хоч би в якому званні вони були.
- Маршал О. М. Василевський:

У роки війни особливо яскраво виявилися такі якості Толбухіна, як бездоганне виконання службового обов'язку, особиста мужність, полководницький талант, душевне ставлення до підлеглих. Після війни Ф. І. Толбухін, займаючи відповідальні пости і будучи дуже хворим, продовжував успішно виконувати свої обов'язки. Ніколи не забуду, як Федір, лежачи на лікарняному ліжку, буквально за кілька хвилин до своєї смерті, запевняв, що завтра він вийде на роботу.

## Нагороди

### Російська імперія
- Орден Святої Анни 3-го ступеня
- Орден Святого Станіслава 3-го ступеня

### СРСР
- Герой Радянського Союзу (7 травня 1965, посмертно)
- Орден «Перемога» (26 квітня 1945)
- 3 ордена Леніна (19.03.1944, 21.02.1945, 7.05.1965)
- 3 ордена Червоного Прапора (18.10.1922, 3.11.1944)
- 2 ордена Суворова 1-го ступеня (28.01.1943, 16.05.1944)
- Орден Кутузова 1-го ступеня (17.09.1943)
- Орден Червоної Зірки (22.02.1938)
- Медаль «За оборону Севастополя»
- Медаль «За оборону Сталінграда»
- Медаль «За оборону Кавказу»
- Медаль «За перемогу над Німеччиною»
- Медаль «За взяття Будапешта»
- Медаль «За взяття Відня»
- Медаль «За визволення Белграда»
- Медаль «XX років Робітничо-Селянській Червоній Армії»
- Медаль «30 років Радянській Армії та Флоту»

### Іноземні нагороди
- Герой Народної Республіки Болгарія (посмертно)
- Народний Герой Югославії (31 травня 1945)
- Орден Почесного легіону
- Орден «Угорська свобода»
- Великий хрест ордена «Угорська Республіка»

## Пам'ять
В Ізмаїлі, на честь Федора Толбухіна названо вулицю та встановлено пам'ятну дошку.

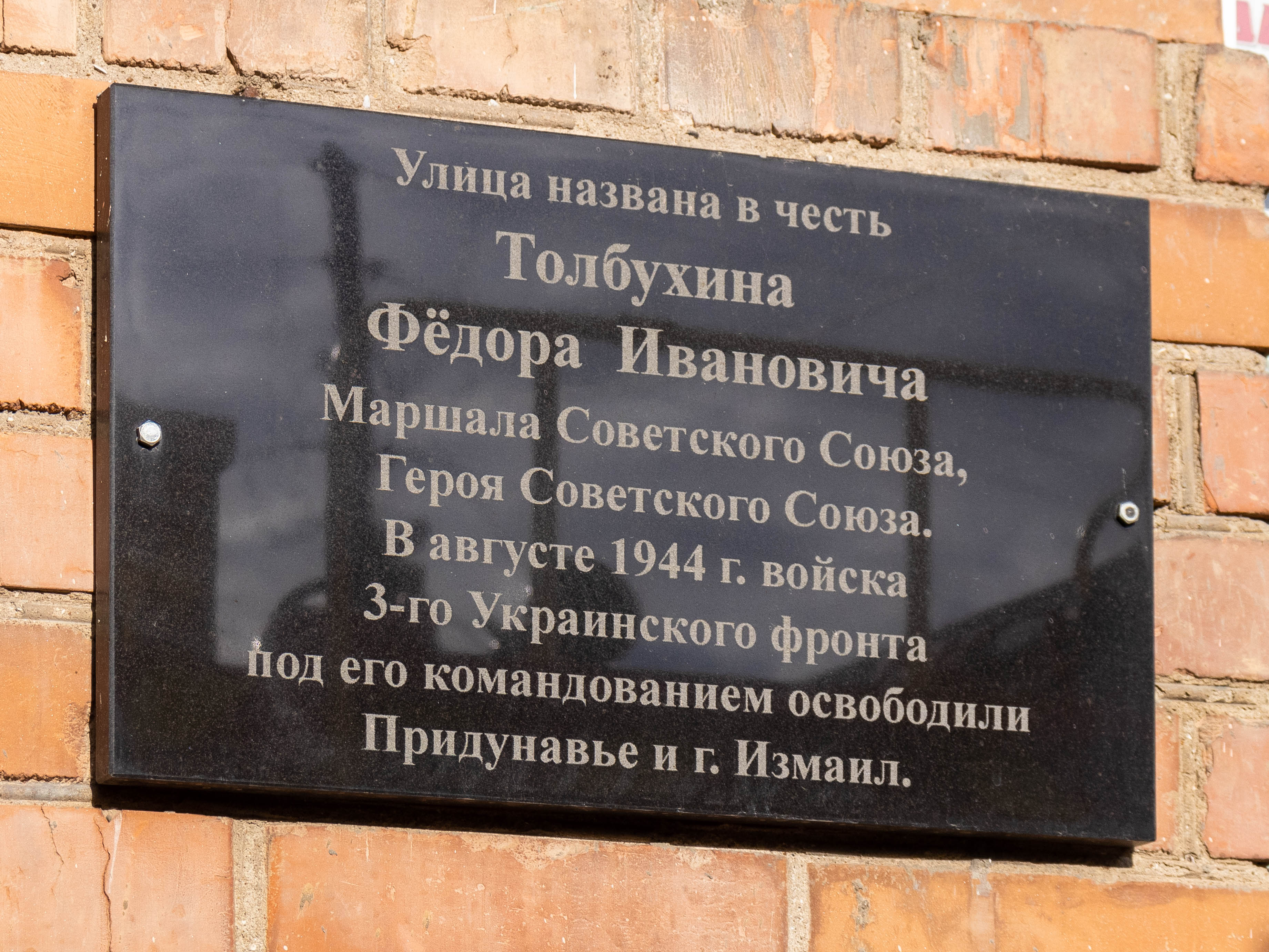
Пам'ятна дошка в Ізмаїлі